# Heinrich von Hewen (Bischof, 1491)

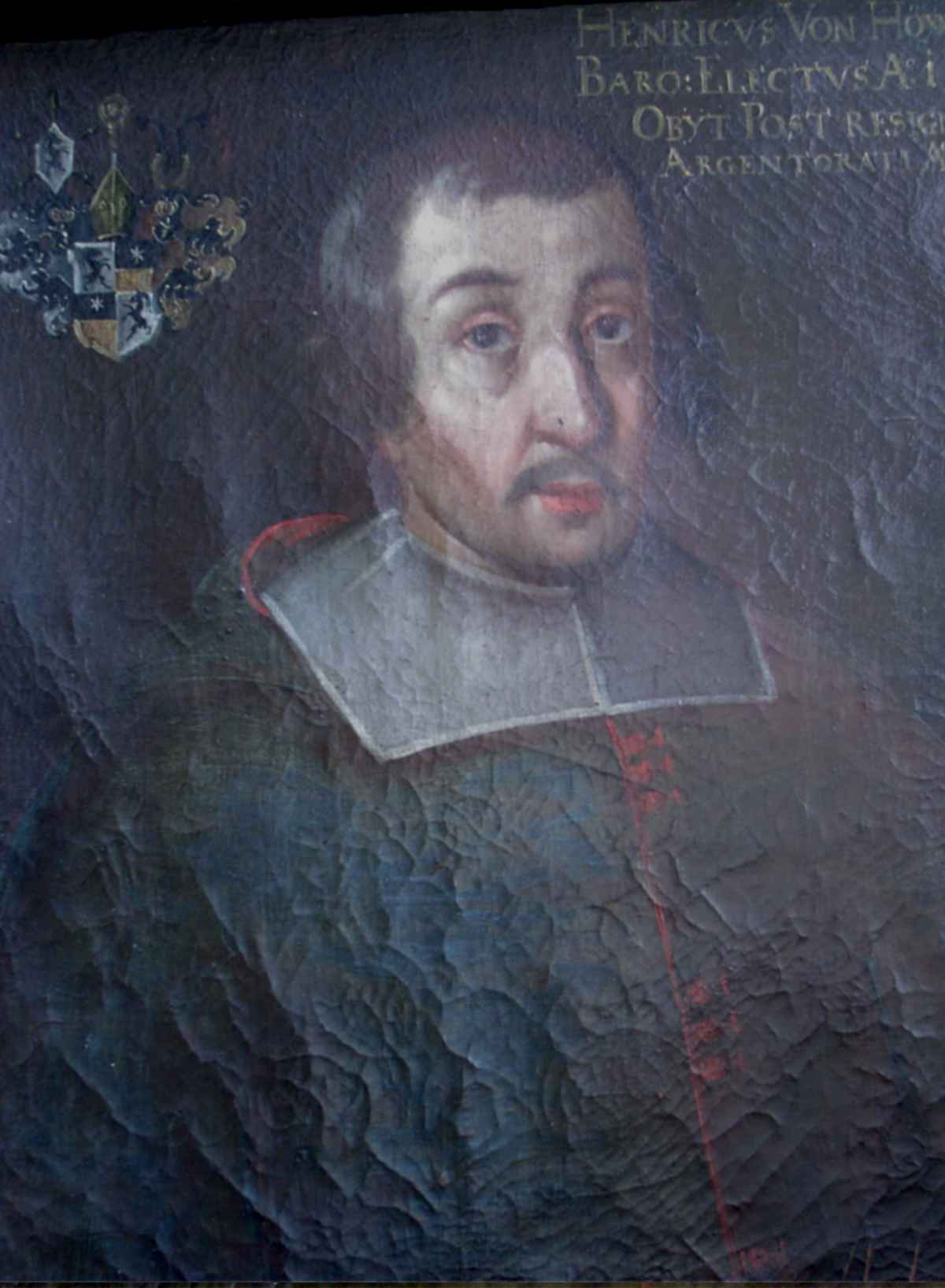
Heinrich von Hewen, Fürstbischof von Chur 1491–1505

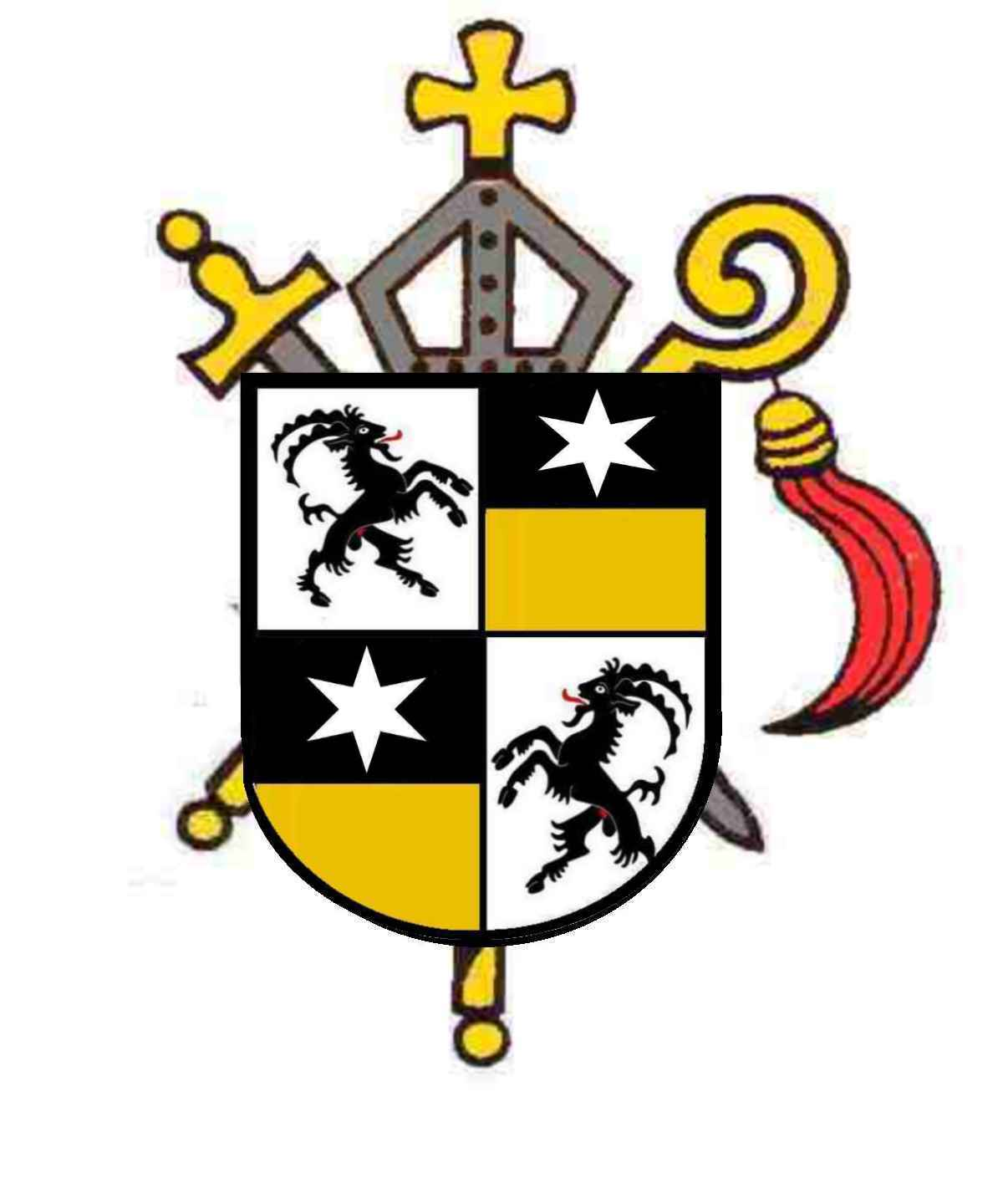
Wappen des Bischofs Heinrich V. von Chur

Heinrich von Hewen, auch Heinrich von Höwen, (* 15. Jahrhundert; † 1519/1520 in Straßburg, Elsaß) war römisch-katholischer Fürstbischof des Bistums Chur.

## Leben
Heinrich von Hewen entstammte einem schwäbischen Freiherrngeschlecht aus dem Hegau. Er war der Sohn des Friedrich von Hewen († 1461/65), Herr zu Engen (Ruine Hohenhewen) „Burg Neuhewen“ und der Adelheid Gräfin von Eberstein, Neffe des Heinrich IV., Bischof von Konstanz (1436–1482) und Apostolischer Administrator von Chur (1441–1456). Seine Tante war Anna von Hewen, Äbtissin des Frauenmünsters in Zürich.
1472 bereits Kanoniker in Konstanz, studierte er in Freiburg im Breisgau, er war Chorherr am Stift Beromünster, 1478 Kanoniker in Straßburg, 1485 Domdekan in Konstanz und Domherr in Chur.
Am 8. August 1491 wurde er vom Domkapitel in Chur zum Bischof gewählt. Papst Innozenz VIII. bestätigte am 9. September 1491 diese Wahl; die Reichsregalien Kaiser Friedrichs III. wurden ihm am 13. Dezember 1491 verliehen. Am 16. Oktober 1491 wurde er als Heinrich V., Bischof von Chur, in seinem Bistum inthronisiert. Ort und Datum der Bischofsweihe sowie der Konsekrator sind nicht bekannt. 1495 wurde er auf dem Reichstag zu Worms in die Kommission zur Beratung für eine Reichsreform gewählt. Es kam immer wieder zu Streitigkeiten zwischen dem Bündnerland und dem Kaiser in Innsbruck. Bischof Heinrich V. musste fliehen und suchte in der Feste Fürstenburg im Vinschgau Zuflucht. Wegen seiner Beteiligung am „Glumser-Abkommen“ wurde über ihn und seine Untertanen am 5. Februar 1499 von König Maximilian I. die Reichsacht verhängt. Im Schwabenkrieg 1499 (Schlacht an der Calven) besetzten kaiserliche Truppen den Vinschgau, Bischof Heinrich gelang die Flucht nach Straßburg.
Im Januar 1500 kehrte er in die Schweiz zurück, um durch Vermittlung des Rates der Stadt Zürich, deren Bürgerrecht er besaß, sein Bistum wieder zu übernehmen. Die Männer, die das Bistum in Abwesenheit des Bischofs verwalteten, traten aber nicht zurück. Vom Vinschgau aus willigte er in die Bestellung eines Diözesanadministrators ein und übertrug im März 1504 die weltliche Gewalt im Bistum dem Domkapitel. Erst nach Resignation des Bischofs bestätigte dies der Heilige Stuhl und Papst Julius II. ernannte Paul Ziegler zum Apostolischen Administrator des Bistums Chur. Mit Zusage einer jährlichen Pension ging Heinrich von Hewen als Domkustos nach Straßburg.
Zwischen dem 16. November 1519 und dem 30. Juni 1520 starb der emeritierte Bischof von Chur in Straßburg und wurde dort beigesetzt.

## Bischofswappen
Der Wappenschild viergeteilt zeigt in Feld 1 und 4 auf weiß/silbernem Grund einen schwarzen Alpensteinbock, rechts/links gestellt, das Wappen des Fürstbistums Chur (Gotteshausbund); in Feld 2 und 3 zweigeteilt schwarz/gold, im oberen schwarzen Feld ein sechszackiger silberner Stern, das Wappen des Adelsgeschlechts von Engen-Hewen. Kreuz, Mitra, Bischofsstab und Schwert, Insignien geistlicher und weltlicher Macht.